# Melote

Prophet Elias in seinem legendären Pelz

Die Melote (altgriechisch μηλωτή mēlōtḗ, deutsch ‚Schaffell‘) ist eine Art Mantel aus Fell, der um die Schultern getragen wurde.
Das ursprünglich von Schäfern getragene Kleidungsstück entwickelte sich in der Antike zum kennzeichnenden Kleidungsstück für Propheten und Philosophen. Im Christentum galt es als das typische Kleidungsstück der frühen Einsiedler und Mönche, das ihnen auch als Nachtlager und zum Tragen ihrer wenigen Habseligkeiten diente. Bei einigen christlichen Ordensgemeinschaften ist das Kleidungsstück heute noch in Gebrauch.